# Pedro Alemañ
Pedro Alemañ Serna (Elche, 21 maart 2002) is een Spaans voetballer die doorgaans als middenvelder speelt. Hij verruilde begin 2023 Valencia CF voor Sparta Rotterdam.
Alemañ doorliep de jeugdopleiding van Elche CF en Valencia CF. Hij speelde 57 wedstrijden voor het tweede team Valencia CF Mestalla op het derde en vierde niveau. Ook zat hij in het seizoen 2021/22 meerdere keren op de bank bij het eerste team. Per 1 januari 2023 staat hij onder contract bij Sparta Rotterdam. Per januari 2024 keerde hij terug bij Valencia Mestalla.